# Лангјекидл
Лангјекидл (исл. Langjökull) је ледник у западном делу Исланда. Припада типу платоских ледника. Има површину од 1.021 км², по чему је други највећи ледник на Исланду, после Ватнајекидла. Највиши врх ледника је висок 1.360 метара. Испод Лангјекидла леже најмање два вулканска система.